# Micheline Luccioni
Pour les articles homonymes, voir Luccioni et Labourot.
Micheline Luccioni, née Micheline Jeanne Labourot le 16 janvier 1930 à Palaiseau et morte le 24 décembre 1992 dans le 16e arrondissement de Paris, est une actrice française.

## Biographie
Elle suit les Cours Simon et six mois après son entrée elle se voit proposer par Simone Berriau de remplacer Suzanne Flon dans L'Heure éblouissante.
Elle est remarquée dans Gervaise de René Clément, son premier rôle au cinéma, mais c'est le théâtre qui lui apporte la consécration avec de nombreux rôles comiques.
Elle fut mariée avec le baryton Jacques Luccioni, fils du ténor José Luccioni (1903-1978). Son fils José Luccioni (1949-2022) et sa petite-fille Olivia Luccioni (née le 3 janvier 1985,) sont également acteurs.
Elle meurt le 24 décembre 1992 dans le 16e arrondissement de Paris à l'âge de 62 ans. Elle est inhumée au cimetière d'Athis-Mons, dans l'Essonne. Son fils José la rejoint dans le caveau en 2022.

## Théâtre
- 1954 : L'Homme qui était venu pour dîner de George Kaufman & Moss Hart, mise en scène Fernand Ledoux, Théâtre Antoine
- 1954 : La main passe de Georges Feydeau, mise en scène Jean Meyer, Théâtre Antoine
- 1958 : Le Système Ribadier de Georges Feydeau, mise en scène Georges Vitaly, Théâtre La Bruyère
- 1959 : Trésor party de Bernard Régnier d'après un roman de Wodehouse, mise en scène Christian-Gérard, Théâtre La Bruyère
- 1960 : Constance de William Somerset Maugham, mise en scène Michel Vitold, Théâtre Sarah Bernhardt
- 1962 : La Seconde Surprise de l'amour de Marivaux, mise en scène Jacques-Henri Duval, tournée Herbert-Karsenty
- 1967 : Boudu sauvé des eaux de René Fauchois, mise en scène Jean-Laurent Cochet, Théâtre des Capucines
- 1964 : Chat en poche de Georges Feydeau, mise en scène Jean-Laurent Cochet, Théâtre Daunou
- 1966 : Ta femme nous trompe d'Alexandre Breffort, mise en scène Michel Vocoret, Théâtre des Capucines
- 1969 : Le monde est ce qu'il est d'Alberto Moravia, mise en scène Pierre Franck, Théâtre des Célestins, Théâtre de l'Œuvre
- 1969 : Guerre et paix au café Sneffle de Remo Forlani, mise en scène Georges Vitaly, Théâtre La Bruyère
- 1970 : Pantoufle d'Alan Ayckbourn, mise en scène Jean-Laurent Cochet, Théâtre Daunou
- 1971 : Deux femmes pour un fantôme et La Baby-sitter de René de Obaldia, mise en scène Pierre Franck, Théâtre de l'Œuvre
- 1972 : L'Ouvre-boîte de Félicien Marceau, mise en scène Pierre Franck, Théâtre de l'Œuvre
- 1973 : Grand Standing de Neil Simon, mise en scène Emilio Bruzzo, Théâtre Saint-Georges
- 1974 : Lady Pain d'épice de Neil Simon, mise en scène Emilio Bruzzo, Théâtre de l'Œuvre
- 1975 : La Grosse de Charles Laurence, mise en scène Jean Le Poulain, Théâtre des Bouffes-Parisiens
- 1975 : Christmas d'Alan Ayckbourn, mise en scène Pierre Mondy, Théâtre de la Madeleine
- 1978 : Hôtel particulier de Pierre Chesnot, mise en scène Raymond Rouleau, Théâtre de Paris
- 1979 : Un roi qu’a des malheurs de Remo Forlani, mise en scène Maurice Risch, Théâtre La Bruyère
- 1979 : Chat en poche de Georges Feydeau, mise en scène Jean-Laurent Cochet, Théâtre Édouard-VII
- 1981 : Le Divan de Remo Forlani, mise en scène Max Douy, Théâtre La Bruyère
- 1983 : L'Étiquette de Françoise Dorin, mise en scène Pierre Dux, Théâtre des Variétés
- 1985 : Silence, on tourne de Michel Lengliney, Théâtre Daunou
- 1988 : À ta santé, Dorothée de Remo Forlani, mise en scène Jacques Seiler, Théâtre de la Renaissance

## Filmographie

### Cinéma
- 1956 : Gervaise de René Clément : Clémence, une blanchisseuse
- 1956 : Baratin de Jean Stelli : Brigitte, une blanchisseuse
- 1957 : Pot-Bouille de Julien Duvivier : Valérie Vabre, la belle-sœur hystérique
- 1958 : Le Dos au mur d'Édouard Molinaro : la postière
- 1958 : Maxime d'Henri Verneuil : Liliane d'Aix
- 1958 : Guinguette de Jean Delannoy : une amie de Guinguette
- 1958 : Croquemitoufle de Claude Barma : Nénette
- 1959 : Un témoin dans la ville d'Édouard Molinaro : Germaine, une radio-taxi
- 1959 : Maigret et l'Affaire Saint-Fiacre de Jean Delannoy : Arlette, une prostituée
- 1959 : Le Chemin des écoliers de Michel Boisrond : Solange, la secrétaire
- 1960 : Tête folle de Robert Vernay : Suzanne
- 1960 : La Brune que voilà de Robert Lamoureux : Paulette, la secrétaire
- 1960 : L'Affaire d'une nuit d'Henri Verneuil : la fille du bois de Boulogne
- 1961 : Le Puits aux trois vérités de François Villiers : la radio-reporter
- 1961 : Les Livreurs de Jean Girault : madame Bellanger
- 1961 : Le Tracassin ou les Plaisirs de la ville d'Alex Joffé : Jeannette, la serveuse du restaurant
- 1964 : Le Majordome de Jean Delannoy : Arlette
- 1965 : Les Bons Vivants ou Un grand Seigneur de Gilles Grangier dans le sketch : La Fermeture : Carmen, une pensionnaire
- 1966 : La Sentinelle endormie de Jean Dréville : Clémence
- 1966 : Un idiot à Paris de Serge Korber : Lucienne, une prostituée
- 1967 : Fleur d'oseille de Georges Lautner : une salope
- 1967 : La Petite Vertu de Serge Korber : Doris
- 1968 : Le Tatoué de Denys de La Patellière : l'aubergiste
- 1969 : Elle boit pas, elle fume pas, elle drague pas, mais... elle cause ! de Michel Audiard : Lucette
- 1969 : La Peau de Torpedo de Jean Delannoy : la postière
- 1970 : Le Distrait de Pierre Richard : Madame Gastier
- 1970 : L'Homme orchestre de Serge Korber : la femme ivre sur le yacht
- 1971 : Le drapeau noir flotte sur la marmite de Michel Audiard : Paulette Simonet
- 1971 : Jo de Jean Girault : Françoise
- 1971 : Églantine de Jean-Claude Brialy : Yolande, une fille d'Églantine
- 1973 : Les grands sentiments font les bons gueuletons de Michel Berny : Christiane Armand
- 1974 : Vous ne l'emporterez pas au paradis de François Dupont-Midi : Gina
- 1974 : On n'est pas sérieux quand on a 17 ans d'Adam Pianko : la mère de Bess
- 1976 : Dis bonjour à la dame de Michel Gérard : madame Ferry
- 1978 : Je vous ferai aimer la vie de Serge Korber : madame Kolb, l'infirmière
- 1980 : Cherchez l'erreur... de Serge Korber : Solange
- 1981 : Prends ta Rolls et va pointer de Richard Balducci : Germaine
- 1983 : Vive la sociale ! de Gérard Mordillat : madame Armand

### Télévision
- 1957 : Madame Maxence a disparu de Bernard Hecht (téléfilm)
- 1958 : Hôtel des neiges de Jean Vernier : Thérèse
- 1959 : Les Cinq Dernières Minutes, épisode Sans en avoir l'air de Claude Loursais : Zaza Galuzzo
- 1959 : Les Cinq Dernières Minutes, épisode Dans le pétrin de Claude Loursais : Catherine Maresquier
- 1960 : Les Cinq Dernières Minutes, épisode Le Dessus des cartes de Claude Loursais : Solange Hilero
- 1962 : L'inspecteur mène l'enquête, épisode Le Retour d'Hélène de Claude Barma
- 1963 : L'inspecteur Leclerc enquête, épisode Bonjour Commissaire de Claude Barma
- 1964 : Les Cinq Dernières Minutes, épisode Sans fleurs ni couronnes de Claude Loursais : Janine Boisseron, dite Choupette
- 1964 : Les Beaux Yeux d'Agatha, feuilleton de Bernard Hecht
- 1965 : Belphégor ou le Fantôme du Louvre, feuilleton de Claude Barma : Sarah
- 1966 : Les Cinq Dernières Minutes, épisode Pigeon vole de Claude Loursais : Claudine
- 1966 : Allô Police (série), saison 1 épisode 15
- 1967 : Les Enquêtes du commissaire Maigret
- 1968 : Les Cinq Dernières Minutes, épisode Les Enfants du faubourg de Claude Loursais : Fernande
- 1968 : Don Juan revient de guerre de Marcel Cravenne
- 1969 : Au théâtre ce soir : Constance de Somerset Maugham, mise en scène Michel Vitold, réalisation Pierre Sabbagh, Théâtre Marigny
- 1970 : Au théâtre ce soir : L'Homme au parapluie de William Dinner et William Morum, mise en scène Grégoire Aslan, réalisation Pierre Sabbagh, Théâtre Marigny
- 1970 : À corps perdu, téléfilm d'Abder Isker : Guylaine Gauthier
- 1971 : Au théâtre ce soir : Sur mon beau navire de Jean Sarment, mise en scène Jean-Laurent Cochet, réalisation Pierre Sabbagh, Théâtre Marigny
- 1973 : Les Enquêtes du commissaire Maigret de François Villiers, épisode : Mon ami Maigret
- 1975 : Au théâtre ce soir : Chat en poche de Georges Feydeau, mise en scène Jean-Laurent Cochet, réalisation Pierre Sabbagh, Théâtre Édouard-VII
- 1977 : Messieurs les jurés : L'Affaire Lieutort d'André Michel
- 1978 : Au théâtre ce soir : Boudu sauvé des eaux de René Fauchois, mise en scène Jean-Laurent Cochet, réalisation Pierre Sabbagh, Théâtre Marigny
- 1978 : Les Cinq Dernières Minutes, épisode Régis de Guy Lessertisseur : Bertie
- 1981 : Le Petit Théâtre d'Antenne 2 : Un dirigeable ensorcelé d'André Halimi, réalisation Georges Vitaly
- 1984 : Allô Béatrice de Jacques Besnard (série)